# Psykologisk manipulation

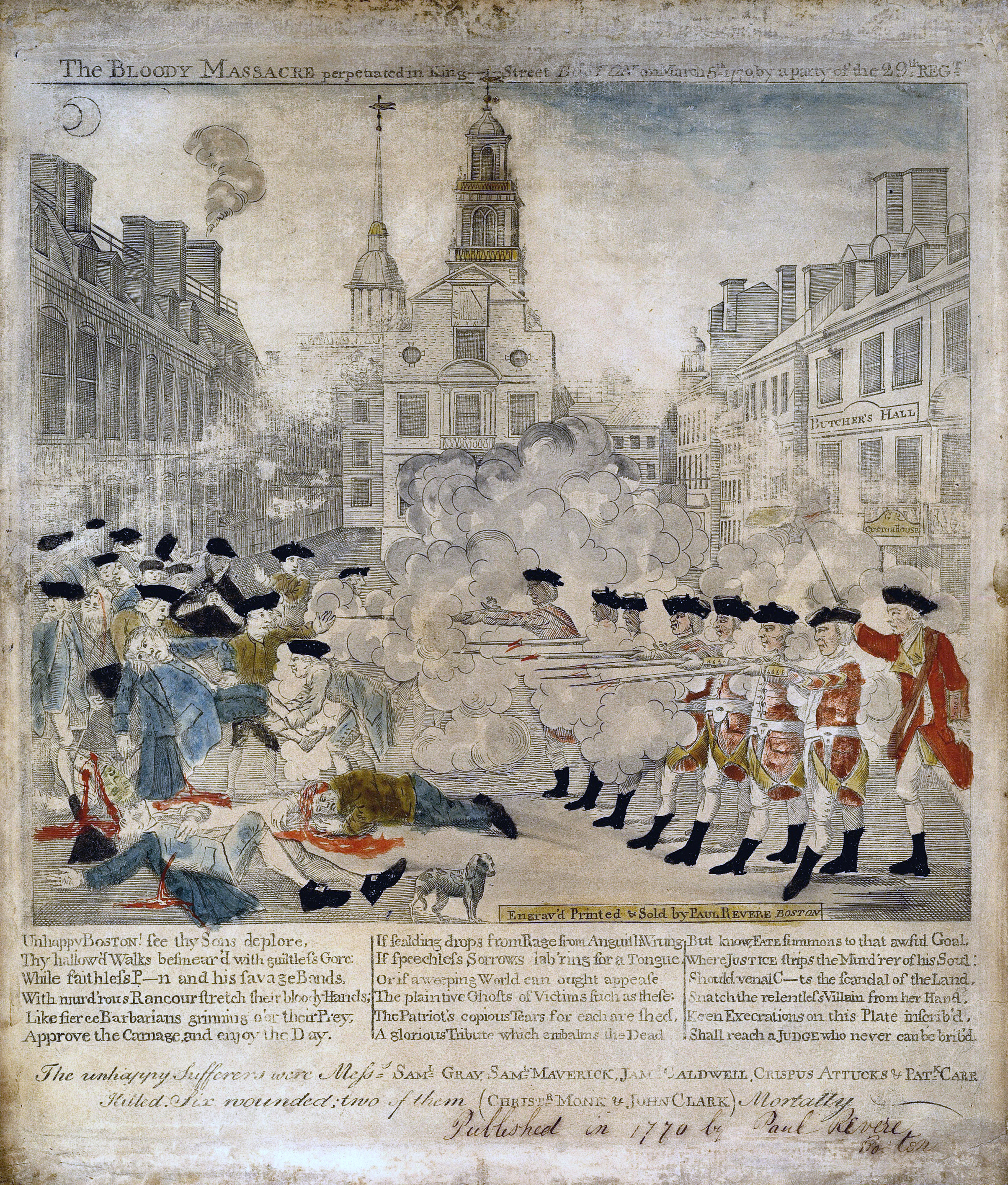
En sensationaliserad skildring av Boston Massacre (5 mars 1770): Sådana bilder användes för att föda missnöje och främja enighet bland de amerikanska kolonisterna mot den brittiska kronan före amerikanska självständighetskriget.

Psykologisk manipulation avser vanligen antisociala beteenden med målsättningen att förändra tankeprocesserna eller beteendet hos andra genom dolda eller bedrägliga metoder, för att runda den andra personens vilja och perspektiv utan att denne nödvändigtvis förstår vad som egentligen hänt förrän det är för sent. Eftersom förfarandet, oavsett på vilket sätt det gått till, gynnar den som manipulerar på den andres bekostnad uppfattas sådana behandlingar vara bedrägliga och oärliga.
Manipulationstekniker är inlärda beteenden och kan förekomma mer eller mindre omedvetet eller tillfälligt vid psykisk sjukdom eller pressande situationer. Ett tätt användande av manipulation kan vara ett tecken på något allvarligare och är vanligt vid en rad psykiatriska diagnoser (se Manipulation och vissa psykiatriska tillstånd). Kontroll, ansvarsfrihet och övertag i relationer kan tillfälligt uppnås genom olika manipulationstekniker men detta upphör när den andra personen inser att hen blir manipulerad. Den som manipulerar kan mena att den som utsätts får skylla sig själv som blir vilseledd (hen kan mena att hen "varnat" exempelvis genom att säga "du är för bra för mig" eller genom att ha gjort saker som offret borde ha förstått var fel, trots att hen aktivt arbetat för motsatsen) och som om den som utsätts tvingade den som manipulerar till att bete sig som hen gör. I svåra fall kan skrämsel/tvång användas vilket kan destabilisera den som utsätts. Vidare är det vanligt att den som manipulerar, särskilt när motbevis mot hen finns, framställer den som utsätts som psykiskt instabil. Psykologisk manipulation är ett vanligt inslag i psykisk misshandel och en bidragande orsak till att offret ofta stannar kvar och anpassar sig och sin verklighetsuppfattning till förövaren. Det bidrar också till vidmakthållandet av fysisk misshandel.
Då det rör sig om inlärda beteenden kan personer som växer upp med manipulativa familjemedlemmar fånga upp dem. Dessa personer kan ha fått en suddig bild av vad som är rätt och fel eller behövt manipulera för att få basala behov tillgodosedda. Missbrukssjukdom kan leda till att familj, vänner och övrig omgivning utsätts för manipulation; begäret efter droger och driften att få tag i dessa kan stå över allt annat, inklusive andra människors behov. Familjemedlemmar kan utveckla en medberoendeliknande problematik.

## Manipulation och vissa psykiatriska tillstånd
Att inte ta psykologisk manipulation personligt utan lära känna igen teknikerna som svårigheter med sociala funktioner kan hjälpa omgivningen att stå emot och få förståelse.
Manipulation hör till bilden vid bland annat empatistörningar såsom psykopati eller obehandlat antisocialt personlighetssyndrom, narcissistiskt personlighetssyndrom och andra som ingår i DSM-5:s "kluster B" och machiavellism (den mörka triaden) samt Münchhausens syndrom. Personer med sådana tillstånd eller drag har, av olika anledningar, ofta en exceptionellt välutvecklad manipulativ förmåga på bekostnad av hälsosamma sociala förmågor. De kan ha svårt att öppet kommunicera vad de vill eller behöver, varpå de istället använder sig av manipulation för att få som de vill. Svårigheterna kan exempelvis grunda sig i att de inte skulle få det de vill ha om de var ärliga om vad det gällde (jämför med Münchhausens syndrom, då de drabbade aldrig skulle få den sorts uppmärksamhet de vill ha om vårdpersonalen förstod att de inte är sjuka) och dels att det kan gå emot självbilden vid vissa personlighetssyndrom och vid grandios problematik att vara i ett underläge, såsom när man behöver ta ansvar, förklara sig eller be om något. Att ge andra människor dåligt samvete genom kreativa metoder såsom skuldbeläggande, projektioner, en förvriden skildring av deras karaktär eller gåvor (med villkor) är mycket vanligt.

## I större skala
Sekter, politisk extremism och liknande sammanhang samt propaganda och reklam kan mer eller mindre präglas av psykologisk manipulation. Bedrägerier genomförs ofta med hjälp av manipulation och forskning visar att många fängelseinterner som straffats för bedrägeri har någon form av empatistörning.

## Sårbarhet för manipulation
Personer som bryr sig mycket om andra, eller vill se det goda, eller som saknar tidigare erfarenheter av manipulativt beteende är mer mottagliga. Andra är ensamma eller på andra sätt sköra, har tendenser att överintellektualisera och försöka begripa i stället för att se manipulationen för vad det är, eller är äldre (jämför med äldrebedrägerier då förövarna riktar sig in på personer med sviktande kognitiv förmåga).
| Tekniker                                                                | Exempel |
| ----------------------------------------------------------------------- | --- |
| Lögner genom utelämnande av viktig information (eng: lying by omission) | En omständighet som påverkar andra så mycket att det blir en indirekt lögn att fortsätta som vanligt och inte berätta. Den som manipulerar får tid på sig att bygga en positiv bild av sig själv och på denna bas manipulera sig till något hen inte kunnat få igenom om likgiltigheten inför hur andra påverkas var känd från början. "Jag ljög inte" (se Gaslighting). Exempel 1: att maken inte berättar för den nyblivna hustrun att det nya huset egentligen är lånat, att bilen är stulen, att han egentligen är efterlyst, eller allt möjligt svekfullt som skulle kunna leda till skilsmässa om hustrun får reda på det och får mentalt utrymme att reflektera över hur respektlöst hon egentligen behandlas (chock gör offret sårbart för mer manipulation; se Gaslighting). Exempel 2: två väninnor åker på semesterresa och väninnan som manipulerar ger den andra intrycket att hon blir bjuden men när det är dags att betala finns endast begränsad täckning på kreditkortet. För att få lämna hotellet måste väninnan betala för sina hotellnätter. Hon hade egentligen inte råd men den som manipulerade fick resesällskapet hon ville ha och slapp betala för det. "Vad fick dig att tro det?" (se Gaslighting). Exempel 3: maken skickar sin hustrus bidrag till hushållskassan vidare till andra (anhöriga, hemliga lån) eller konsumerar pengarna på annat sätt och låter henne tro att det går till det gemensamma ("det hon inte vet skadar inte"). Hustrun kan på så vis medfinansiera svärföräldrarnas bil utan att veta om det. Utelämnanden av viktiga detaljer ur en persons liv eller omständigheter kan bringa klarhet i vad som pågår om den som utsätts för långvarig manipulation och attacker mot sin person ("det är dig det är fel på") får reda på det och det mentala utrymmet till reflektion. Om maken i exempel 1 eller en företagare gifter sig eller anställer någon medan han utelämnar att han kan ställas till svars och försvinna så är det grovt, själviskt och hänsynslöst mot den nya hustrun eller kollegan på ett opersonligt plan, då samma sak hänt vem som helst han kunnat träffa. Att hustrun eller kollegan skulle vara sämre människor av valfria orsaker (se övriga manipulationstekniker för exempel) blir inte gångbara argument. Exempel 4: en ansvarig kirurg som inte berättar för de andra kirurgerna att de opererar människor med en metod som inte testats i djurförsök först. Att metoder passerat djurförsök innan de används på mänskliga patienter är så självklart för de andra att de inte kontrollerar att så är fallet. När det väl uppdagas ifrågasätts de andra kirurgerna när de slår larm (se Gaslighting, "Flygande apor"). Jämför med Macchiariniskandalen. |
| Öppna lögner                                                            | Ofta framkommer det inte vad som var sant och inte förrän det är för sent. |
| Raseri                                                                  | Oproportionerlig ilska för att flytta fokus och chocka personen till foglighet, ofta i kombination med annan manipulation. Syftet är ofta att få andra att backa, att slippa berätta sanningen eller att dölja intentioner. Den som utsätts blir mer sårbar för manipulation då denne är ofta är mer fokuserad på att bemöta ilskan än att reflektera över budskapens faktiska innebörd eller att hålla garden uppe. |
| Gaslighting                                                             | "Det har jag aldrig sagt" (men ändå fått personen att tro, se Lögner genom utelämnande av viktig information), "som om det är dig det är synd om..." (se Offerroll, Projektion och Projektiv identifikation), "det är inte två mot en, vi är bara några vänner som pratar" (se Triangulering, Rationalisering), "det har inte hänt", "jag förstår inte vad du menar", "du känner/minns fel", "missförstånd" (den som utsätts tilldelas en del av skulden) eller andra yttranden eller handlingar (som att gömma saker) ämnade att få den som utsätts att börja ifrågasätta sin självtillit, sinneshälsa och/eller verklighetsuppfattning. Resultatet blir att dennes mentala utrymme krymper och hen kan bli ännu mer sårbar för manipulation. Den som utsätts blir fråntagen sin rätt till respekt, känslor och perspektiv och kan manipuleras till att tro att det som hänt inte är fel. När en person ständigt utsätts för gaslighting kan en del i att återfå verklighetsuppfattningen och jaget vara att bli uppmärksam på att alla dessa ifrågasättanden och antydningar vanligen har en enda källa (se Isolering). De starka känslorna av förvirring, osäkerhet och att vara "dum" ("varför har ingen sett/sagt det här till mig tidigare"?) började dyka upp runt just den/de som manipulerar och eventuella anhängare. Kontakten med t.ex. den egna familjen, kollegor eller vänner har upplevts annorlunda. Gaslighting är en manipulationsteknik och ingen särbegåvning där någon kan se saker som man inte kan förstå själv eller inte visste om sig själv, målet är dock att den som utsätts ska få en sådan upplevelse, ta till sig påståendena och binda sin verklighetsuppfattning till den som manipulerar. |
| Projektion och projektiv identifikation                                 | En primitiv försvarmekanism där den som manipulerar anklagar den som utsätts för det hen själv är eller gör och kan få den som utsätts att ta på sig dessa brister. Syftet kan exempelvis vara att undkomma ansvar eller slippa kännas vid sina egna brister genom att placera dem hos någon annan och därigenom "rentvå" sig själv. Exempel 1: en kollega som betett sig själviskt, exempelvis genom att inte prioritera sina samarbeten eller ekonomin, kan leta "tecken" på att den andre kollegan är "självisk" och få denne att känna sig självisk, ibland med en överraskande detaljnivå som får andra att stanna till. "Du börjar alltid med din penna..." (jag vet vem du egentligen är). Sådana antydningar, som ofta är mycket kreativa, kan verka ha en viss sanning i sig även om de är ogrundade (i regel står de ändå inte i proportion till det den som flyttar fokus från sig själv gjort sig skyldig till, se Lögner genom utelämnande av viktig information). Exempel 2: en kvinna med komplex för sin personlighet och stil som gradvis påverkar en annan att bli mindre färgstark och synlig (projektiv identifikation i begreppets vidare bemärkelse). "Du borde klä dig mer i grått, det passar dig/din karriär" omformulerat som omtanke och modetips. När den andra kvinnan till sist börjar klä sig mer så slipper den med komplex påminnas (genom den andras blotta närvaro) om det hon inte tycker om med sig själv och kan få en känsla av personlig makt som hon har svårt att skaffa sig på andra sätt. Hotet som den andra kvinnan utgör mildras genom den projektiva identifikationen. |
| Rationalisering                                                         | Att presentera ytligt logiska, rationella och "alternativa" förklaringar för att ursäkta respektlöst beteende och/eller för att undkomma ansvar för något. "Nej, det var inte alls därför jag gick och köpte vin, jag gjorde det för att vi skulle kunna ansluta till våra vänner senare, vi går hem först" när hustrun vet att maken förberett en påkostad födelsedag i hemmet och hon tackat ja till detta men hon hellre vill gå på vännernas fest. Hon har bjudit in dem hos vännerna utan att fråga honom och har dessutom lovat bort en flaska vin och kan argumentera för att deras närvaro "måste" bli av. Samtidigt vill hon signalera att hon visst tänkt på maken genom att säga att de går hem först en stund. I själva verket har hon struntat i maken helt och hållet, då "tanken" på honom inte gjorde beteendet mindre respektlöst gentemot honom, som lagat mat i timtal och har en rätt att ha rimliga förväntningar på överenskommelser (signalen "jag har tänkt på dig" fick det dock att låta bättre). |
| Triangulering                                                           | Att involvera tredje part för att påverka den andra personen. Den som manipulerar t.ex. kan spela ut människor mot varandra eller sätta press på en enskild, som dessutom kan vara mer fokuserad på att navigera i konversationen än att hålla garden uppe. Att involvera tredje part behöver inte kräva dennes fysiska närvaro, det kan också gå till likt "min vän gör/tycker inte så här heller". Triangulering kan ofta gå över till att bli en orättvis två-mot-en-situation, "du är den enda som tycker så här/det är dig det är fel på", om den som triangulerar också kan få över den som dragits in på sin sida (om den personen inte var på hens sida redan från början). Den som manipulerar kan lättare undvika känslan att förlora ett argument. Om någon ställer sig på den utsattes sida och stannar kvar där kan trianguleringen och dess påverkan på den utsatte däremot upphöra att fungera. |
| Offerroll                                                               | Den som manipulerar vilseleder och flyttar fokus från sitt eget ansvar genom att mer eller mindre ensidigt framställa sig som offret för andra, elaka människor eller yttre omständigheter, ofta på ett känslosamt och mycket trovärdigt sätt. "Men jag då?" Detta kan väcka sympati. "Mitt ex, hon var psykiskt sjuk, du anar inte hur det var. Jag fick byta lås när det tagit slut" (se "Lögner genom utelämnande av viktig information", "Flygande apor", "Smutskastningskampanj"). Den som manipulerar på detta vis tar sällan ansvar för sina handlingar om det inte gynnar hen men kan exempelvis sträcka sig till ordet "missförstånd" (då en del av skulden ändå läggs på den som utsätts). |
| Skuldbeläggande                                                         | Exempelvis genom att anklaga någon för att vara självisk när denne inte är följsam, eller har en egen vilja, eller ser till sina egna rättigheter, eller så skapar den som manipulerar något att koppla sina anklagelser till. Målet är att skapa skuldkänslor i den som utsätts. Den som bryr sig mycket om andra kan hamna i ett underläge där denne gör allt för att visa att den som manipulerar har fel genom att ständigt tillmötesgå hen trots att förväntningarna är orimliga. "Du hjälpte inte mamma att duka när du kom hem till henne för första gången, det var första gången, hur tänkte du egentligen?!" (många brukar dock duka åt sina gäster, inte tvärtom) eller anmärkningar rörande någons bemötande med fokus på obetydligheter, överdrivna eller påhittade regler (indirekt "jag är mer respektfull än du"). Skuldbeläggande kan också uttryckas indirekt t.ex. genom ett högtravande "vi samarbetar/hjälper varandra" (som om andra inte gör det). Personer med stora tillgångar kan få höra antydningar att släkten har ekonomiska problem på grund av deras själviskhet; problemet är att de inte hjälper till, ansvaret ligger på dem och inte på släktingarna själva. |
| Gåvor med villkor (eng: giving with a goal)                             | Gåvor eller tjänster som inte visar sig vara gåvor utan en del av en slags byteshandel. Den som manipulerar kan ge någon en present eller hjälpa någon. Om gåvan togs emot som en sådan och inte blir återgäldad kan den som manipulerar antyda att den som fått gåvan är självisk eller otacksam (se Skuldbeläggande). Slutresultatet kan bli en långvarig transaktionell relation ("jag ger dig det och så gör du det", ofta till oproportionerlig fördel för den som manipulerar) som personen inte bett om och som kan bli en utmaning att ta sig ur. |
| Skylla på offret                                                        | "Din vän gick in med skorna på mattan, den är smutsig, jag har inte känt mig så kränkt på länge, varken av henne eller av dig! Hur kunde du inte stoppa henne?!" säger maken (se Raseri) till sin hustru när hennes vän konfronterat honom. Han har utnyttjat sin hustru ekonomiskt och kränkt henne på olika sätt och vill istället få igenom narrativet att det är han som blivit kränkt och inte hustrun, som har fel och behandlar honom illa genom att inte respektera deras hem, hon skulle nämligen sett till att vännen inte gick in med skorna (se Projektion och Projektiv identifikation). Anklagelser mot den som utsätts kan ofta ha ett korn av sanning i sig (mattan blev smutsig) vilket får dem att låta mer trovärdiga även om helheten är en lögn. Detta kan åsamka den som utsätts ytterligare skada (se "Flygande apor"). |
| Selektiv informationsinsamling                                          | Den som manipulerar granskar den som utsätts eller den omgivande miljön efter användbara detaljer, ofta tagna ur sitt sammanhang, för att sedan överraska med en förvriden eller anpassad version av dessa, ibland långt senare för extra effekt ("jag kan se igenom människor"; se Gaslighting, Skuldbeläggande). "Din familj hjälpte inte till att packa alls, det hade min gjort"! Att de städade ut garaget - även om de inte packade specifikt - under flytten ett halvår tidigare utelämnas och den som utsätts kan ha glömt. Familjen framstår i dålig dager utan grund. "Du ville ge grannen choklad för att ha vattnat blommorna, men när min syster vattnade blommorna blev det inget! Du kan inte bete dig!" (grannar kan man inte räkna med på samma sätt och systern hade sagt att det inte var nödvändigt men den som utsätts kan ha glömt). |
| Återvinning                                                             | Misstag eller "misstag" (se Selektiv informationsinsamling) kan återanvändas och tas upp om och om igen för att flytta fokus, även långt efteråt, vidare kan den utsatte få känslan av att hen inte blivit förlåten ännu. Detta kan, till den manipulerandes fördel, i sin tur väcka en drivkraft hos den utsatte att agera på så vis att hen kanske kan bli förlåten till sist och den onda cirkeln fortsätter. |
| Hänvisningar till framtiden och gemensamma mål (eng: future faking)     | Att hänvisa till framtiden och gemensamma mål för att få sin vilja igenom i nuet. "En månad är ingenting under ett helt liv tillsammans" när hustrun blir hemma i en månad med barnen, medan maken åker på nöjesresor med vännerna, för att sedan åka på nästa resa en månad senare, för att sedan byta jobb en gång till med utebliven inkomst som följd. När hustrun till sist får nog kan maken mena att hon får skylla sig själv, att det är hon som är självisk och att det är han som blir sviken, då orättvisorna jämnat ut sig ur ett livstidsperspektiv om hon bara stannade, som om ett gemensamt mål om ett liv tillsammans var ett frikort till att behandla henne hur som helst. |
| Isolering                                                               | Exempelvis i form av öppna och/eller subtila antydningar om att personens egna vänner eller familj inte är bra. "Jag tycker inte om din pappa, han borde ringa dig mycket oftare, titta hur ofta min pappa ringer" eller "din kusin borde ha bjudit dig", kanske i kombination med något mer subtilt "med den här rabatten kan vi få tågbiljetter så att vi kan åka till din familj nästan gratis" (medan han samtidigt lägger ned stora pengar på resor med sina vänner). Den som manipulerar kan också direkt eller indirekt sabotera personens planer och fritid, såsom att ständigt boka in dem på aktiviteter med sitt eget nätverk, iscensätta situationer som hen vet att personen har svårt för, eller hinder som leder till frånvaro, liksom att överbelasta personen med olika sysslor. Om personen börjar ifrågasätta sina övriga relationer och drar sig tillbaka blir hen ännu mer sårbar och mottaglig för manipulation. Om isoleringen bryts och personen öppnar upp sig och får stöd från andra kan den som manipulerar försöka antyda att hen är en "kappvändare" som ändrar åsikt efter vad andra tycker, "så när andra säger..." Personen kan reagera med trots "nej, så är det inte", dels då det inte stämmer och dels då hen inte vill förknippas med en negativ egenskap och nytt utrymme för manipulation har då skapats; "jaså, inte"? |
| Flytta målstolpen (eng: moving the goal posts)                          | Den som utsätts har åstadkommit det den som manipulerar vill men bedriften får inte mottagandet han hoppats på. Det räcker inte att dra in mer pengar, bara nästan, han borde dra in lite till, och lite till. Vad han än gör blir den som manipulerar bara tillfälligt nöjd. |
| Manipulation genom språket                                              | Att forma andras tankar genom ett vinklat eller exkluderande språk; ett vanligt inslag även i politisk propaganda och reklam. |
| "Bandvagnseffekten" (eng: bandwagon effect)                             | Att hävda att andra redan gjort samma sak (liknande grupptryck). På så vis kan den som manipulerar få en "medlöpare". "Jättemånga andra plankar, det gör inget". Om de två vännerna fastnar i en biljettkontroll är den som manipulerar inte ensam, vilket gör det mindre pinsamt för henne. |
| Passivt aggressiva komplimanger (eng: backhanded compliments)           | Komplimanger som samtidigt blir nedvärderande; "vad bra du ser ut i klänningen, du ser smalare ut" (indirekt "men du behöver gå ned i vikt"), "dold talang" (indirekt "du framstår som talanglös i vanliga fall") eller "jag vet inte om jag ska krama dig eller smälla till dig" (när hon fått hjälp). Den som manipulerar kan helt enkelt inte ge den utsatte en genuin komplimang utan att samtidigt försöka säkra en ställning som överlägsen, som om livet var en tävling och komplimanger var på dennes bekostnad. |
| Stress och hets                                                         | Exempelvis en bedragare som påstår att någon har fått tag i personens bankkort, att det är mycket bråttom och att den som utsätts behöver göra som hen säger. Bedragaren spelar på rädsla och den som utsätts får inte tid att tänka. |
| Omvänd psykologi                                                        | Omvänd psykologi kan få den utsatte att göra något de egentligen inte vill göra (gå på konserten, stanna) genom att säga till hen att inte göra det på ett sätt som väcker en känsla av trots (stanna hemma, ta ut skilsmässa). Manipulationstekniken har sin grund i reaktans (en allmän trotsreaktion gentemot påtryckningar). Exempel 1: hustrun vill att maken ska gå på konsert, så att hon får möjlighet att göra vad hon själv vill. Hon ber maken att tacka nej och stanna hemma med henne med ett tonläge som får maken att reagera med trots, med resultatet att han går på konserten. Hustrun får på så vis sin (dolda) vilja igenom. Exempel 2: maken är förtvivlad men har fått nog och hotar med skilsmässa om hustrun inte bättrar sig. Hon kan säga “ja, vi är sekunder från skilsmässa, jag håller verkligen med". Maken kan reagera med att stanna och försöka rädda relationen i stället då han hade kanske väntat sig ett annat svar. Att relationen ska fungera hänger dessutom nu på honom då hustrun nämnde sekunder och han har hamnat i ett underläge. |
| Serviceroll                                                             | Exempelvis att personen som manipulerar gör det genom att vara hjälpsam i grannskapet. Det dolda syftet kan då vara att ha ett stabilt rykte, i fall det han gjort kommer i kapp, snarare än att hjälpa andra. |
| "Flygande apor" (eng: flying monkeys)                                   | De som mer eller mindre okritiskt stödjer den/de som manipulerar. Det kan röra sig om t.ex. partner, vänner, kollegor, chefer, grannar eller familj (se Charm, Serviceroll). Den som manipulerar kan även försöka rekrytera personer ur den utsattes nätverk. "Flygande apor" och utomstående kan tänka "ingen rök utan eld", "det är aldrig ens fel att två träter" trots att det är fullt möjligt, eller att vissa lögner är så stora att ingen skulle ha mage att göra så, än mindre lyckas med det (jämför med Macchiariniskandalen). Termen "flygande apor" är sprungen ur Trollkarlen från Oz. Exempel 1: "han sa att du bara lät din vän gå in med skorna, kemtvätten kostade tusentals kronor. Hur kunde du?" och det finns inte ett spår av att det handlade om en konfrontation angående hans kränkningar och ekonomiska utnyttjande, att man inte är ansvarig för andras handlingar och att problemet är av ett värre slag (se Skylla på offret). Exempel 2: grannar kan ha svårt att ta in att den hjälpsamma damen har utnyttjat och skrikit på sin son, "men hon är ju så snäll" (se Serviceroll). Exempel 3: de som haft kontakt med den karismatiska kirurgen med den prestigefyllda anställningen kan ha svårt att tro anklagelserna och att så många experter i så fall har missat varningstecknen, "det kan bara inte hända". Även en neutral inställning hos omgivningen kan åsamka den som utsatts ytterligare smärta och bidra till att hen ifrågasätter sin verklighetsuppfattning (se Gaslighting). |
| Charm (eng: love bombing)                                               | Charm, smicker, beröm, stöd och en känsla av allians kan få den som utsätts att sänka garden och bli mottaglig för manipulation. Charm kan, framför allt i kärleksrelationer, följas av en period av nedvärderande, något som kan förvirra den som utsätts och få denne att börja arbeta på att rädda relationen istället för att avsluta den. |
| Förnekelse                                                              | Den som manipulerar vill inte kännas vid sina handlingar och hur de påverkar andra; "nej, så är det inte! Det är inte respektlöst!" med ett tonläge som får andra att backa. Varför det inte var respektlöst framkommer inte, eller så kan den som manipulerar t.ex. rationalisera (se Rationalisering). Den som manipulerar kan också "spela dum" och mena att de inte förstår. |
| Hålla sina fiender nära (eng: keep your enemies close)                  | En bluffande läkare som blir vän med anhöriga till sin avlidne patient för att minska risken att sanningen hinner i kapp och för att de ska ha en positiv bild av honom (se Serviceroll och Charm för liknande tekniker). |
| "Ordsallad" (eng: word salad)                                           | Att distrahera och flytta fokus från sakfrågan genom t.ex. cirkelresonemang eller ett överdrivet pratande som lyssnaren har svårt att hänga med i. Den som lyssnar fokuserar på att försöka hänga med istället. Ej att förväxla med det osammanhängande tal som kan ses vid schizofreni. |
| Den tysta behandlingen                                                  | Den som manipulerar ignorerar den utsatte, slutar prata och beter sig som om denne inte existerar under en kortare eller längre tid och det är ett sätt för den som manipulerar att höja sin självkänsla och känsla av kontroll. Den utsatte kan få vänta i flera dagar på svar på textmeddelanden, eller på frågan när han kommer att få betalt för restaurangnotan som han ligger ute med. |
| Kritik förklädd som omtanke                                             | Kritik och elaka påståenden om den utsattes karaktär och oönskade tips kan formuleras som om det handlade om omtanke. Målet kan t.ex. vara att höja den egna självkänslan. "Jag är så orolig för dig, du kan bli ensam och uppfattas som konstig, du måste kunna stanna längre när det är personalfest, det handlar om mer än din karriär". Personen får då känna sig konstig och som om hen inte är omtyckt. Vid närmare granskning är den som manipulerar kanske inte i positionen att ge sådana tips, hen kanske inte har någon karriär eller särskilt många vänner själv. |
| Slå in kilar                                                            | Genom olika påståenden försöka försvaga den utsatte och slå in kilar dennes nätverk. "Hans farbror har verkligen ställt till det för sig" (indirekt att farbrodern är svag och inget gott stöd för den utsatte). |
| DARVO                                                                   | Förkortning för Deflect, Attack, and Reverse the positions of Victim and Offender (avleda, attackera och få offret att känna sig som förövaren; se Skylla på offret för snarlikt scenario). DARVO kan användas som försvarsmekanism, exempelvis när någons nätverk sett igenom den som manipulerar. Den som manipulerar kan avleda genom att exempelvis hota med förtalsanmälan om fler får höra historien eller att kontakten med nätverket ska brytas då offret och de som stöder hen har fel, missförstått eller avskyr den som manipulerar ("jag har inte alls varit elak, är bara ärlig", kanske i kombination med något som kan få offret att känna att hen förtjänar behandlingen; se Gaslighting) och en förhörsliknande situation som ska få offret att tappa fotfästet kan skapas. Tekniken blev känd i massmedia genom rättegången mellan Johnny Depp och Amber Heard 2022. |
| Smutskastningskampanj                                                   | När någon som utsatts för långvarig manipulation till sist genomskådat vad som hänt och inte går att manipulera längre kan illvilliga och kreativa rykten om denne spridas, det vanligaste är en rad påståenden med den röda tråden att den utsatte är psykiskt instabil och att det inte går att lita på vad hen säger. Den som manipulerar kan försöka ta kontrollen över narrativet om det som hänt och har ingenting att förlora längre; den som utsatts är förbrukad. |